# I concerti live @ RTSI (album Pino Daniele)
I concerti live @ RTSI è un album dal vivo di Pino Daniele pubblicato dalla Sony Music nel 2001.

## Tracce
1. Musica musica – 5:56
2. Je so' pazzo – 4:09
3. Bella 'mbriana – 5:05
4. Ce sta chi ce penza – 3:55
5. A me me piace 'o blues – 4:23
6. Appocundria – 1:34
7. Putesse essere allero – 2:33
8. Je sto vicino a te – 2:18
9. Mo basta – 6:46
10. Yes I Know My Way – 4:51
11. Tarumbó – 5:19
12. Napule è – 3:20
13. Viento 'e terra – 7:48
14. Medley: Chillo è nu buono guaglione / Sotto 'o sole – 4:51

## Formazione
- Pino Daniele – voce, chitarra
- Rino Zurzolo – basso
- Gennaro Petrone – mandolino
- Joe Amoruso – tastiera
- Tullio De Piscopo – batteria
- Tony Esposito – percussioni
- Elia Rosa – sassofono